# Par avion
Par avion (Im Flieger über... en allemand) est une série documentaire diffusée sur Arte depuis le 15 avril 2013.
Dans chaque épisode, le pilote-reporter Vincent Nguyen survole une région avant de partir à la rencontre de ses habitants.

## Épisodes

### Première partie - Régions d'Europe (épisodes Europe 1 à 15)
Les 15 premiers épisodes de la série se déroulent dans plusieurs régions de différents pays européens. Vincent Nguyen vole à chaque fois avec un pilote local.
1. Islande : Les terres de glace et de feu
2. Islande : Aux confins du cercle polaire
3. Écosse : Les Highlands
4. Écosse : Les Îles Hébrides
5. Italie : La Vénétie
6. Italie : L'Émilie-Romagne
7. Italie : La Toscane
8. Italie : La Lombardie
9. Angleterre : De Chichester à l'île de Wight
10. Angleterre : Le Sussex
11. Suisse : De Neuchâtel à Fribourg
12. Suisse : Du Valais au canton de Vaud
13. Allemagne : Le Harz
14. Allemagne : La Ruhr
15. Belgique : La Flandre

### Seconde partie - Aéropostale (épisodes Aéropostale 1 à 10)
Au terme de son expédition européenne, Vincent Nguyen s'envole sur les traces des héros de l'Aéropostale, aux commandes cette fois de son propre avion, un Piper Super Cub jaune. Il décolle de Toulouse et rejoint le désert du Sud marocain. 
1. De Toulouse à Barcelone
2. Barcelone
3. D'Alicante à El Ejido
4. De la Sierra Nevada à Malaga
5. Gibraltar
6. Maroc : Tanger
7. Maroc : De Moullay Bousselham à Rabat
8. Maroc : Casablanca
9. Maroc : De Safi à Guelmim
10. De Cap Juby à Dakhla